# 나카무라 신
나카무라 신(일본어: 中村 伸, 1974년 5월 6일 ~ )는 일본의 전직 축구 선수이자 현 축구 지도자로 과거 사간 도스, 베갈타 센다이에서 활약했으며 현재 WE리그의 산프레체 히로시마 레지나의 감독직을 맡고 있다.

## 구단 경력
1997년 재팬 풋볼 리그의 사간 도스에 입단했다. 1999년부터 J2리그로 승격했다. 2000년까지 118경기에 출전하여, 14득점을 넣었다. 2001년 베갈타 센다이로 이적했다. 2001년 J2리그 준우승으로 J1리그로 승격했다. 2002년후 현역 은퇴.